# 白銀義方
白銀 義方（しろがね よしかた、1893年（明治26年）5月18日 - 1957年（昭和32年）11月25日）は、大日本帝国陸軍軍人。最終階級は陸軍中将。功四級。

## 経歴
山口県出身。1915年（大正4年）5月、陸軍士官学校第27期卒業。1923年（大正12年）11月、陸軍大学校第35期卒業。
1937年（昭和12年）7月、第3師団参謀に任じ、支那事変に出動。大場鎮、蘇州河の敵陣地を破砕し、南京を攻陥した。
1938年（昭和13年）3月、陸軍歩兵大佐に進み陸軍習志野学校教官に転じる。同年7月、教育総監部第5課長となり、1939年（昭和14年）3月、歩兵第31連隊長を経て、1940年（昭和15年）3月、陸軍習志野学校教官に復職し、1941年（昭和16年）3月、陸軍少将に進級した。
ついで同年12月、陸軍習志野学校長に就任し、1944年（昭和19年）2月、化兵監を経て、同年6月、陸軍中将に進んだ。
同年7月、留守第51師団長を経て、1945年（昭和20年）4月、第151師団長に親補され、水戸にて本土決戦に備える中、終戦を迎えた。
1947年（昭和22年）11月28日、公職追放仮指定を受けた。

## 栄典
- 1938年（昭和13年）10月13日 - 勲三等瑞宝章[6]